# جون غريس (سياسي)
جون غريس (بالإنجليزية: John Grace)‏ هو سياسي بريطاني (وحمل سابقاً جنسية المملكة المتحدة لبريطانيا العظمى وأيرلندا)، ولد في 16 نوفمبر 1886، وتوفي في 8 ديسمبر 1972. حزبياً، نشط في حزب المحافظين. في الانتخابات العامة في المملكة المتحدة 1924 ‏، انتخب عضو برلمان المملكة المتحدة الـ34 عن دائرة Wirral (UK Parliament constituency) ‏ (29 أكتوبر 1924 – 10 مايو 1929) وفي الانتخابات العامة في المملكة المتحدة 1929 ‏، انتخب عضو برلمان المملكة المتحدة الـ35 عن دائرة Wirral (UK Parliament constituency) ‏ (30 مايو 1929 – 7 أكتوبر 1931).